# Atescatempa

Atescatempa é uma cidade da Guatemala do departamento de Jutiapa.